# Scalae Cassi

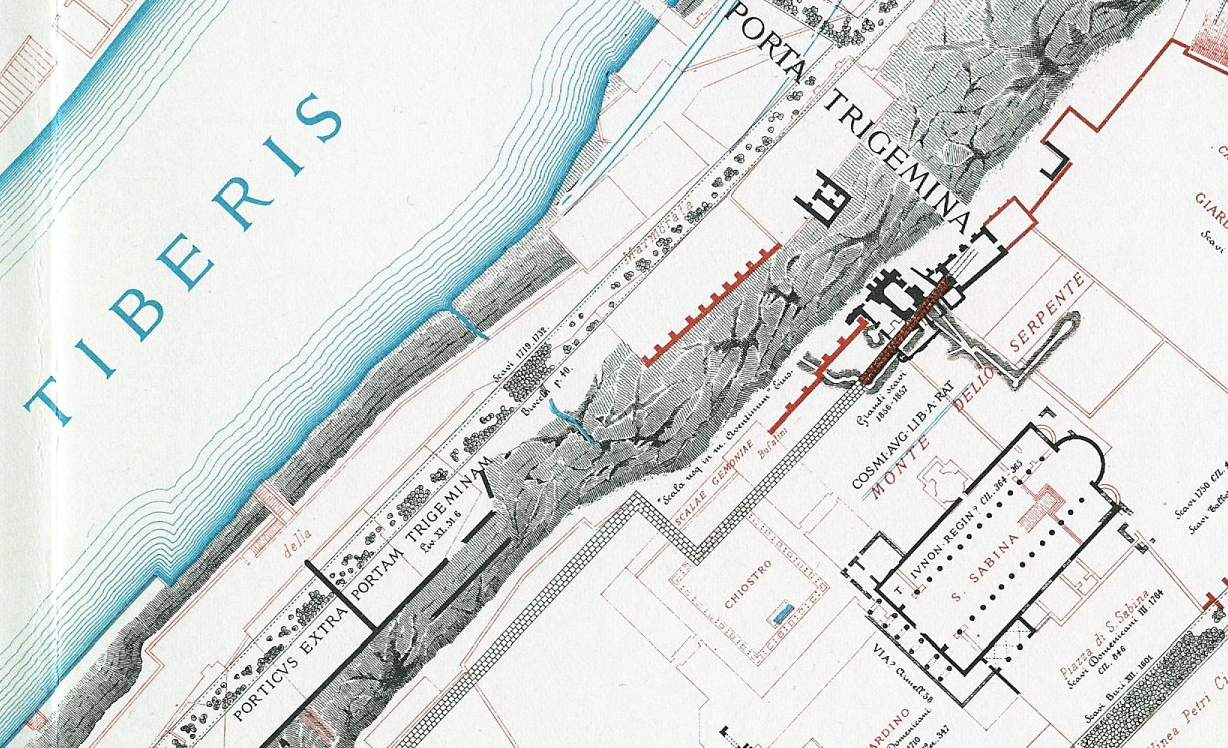
Estratto della Forma Urbis Romae di Rodolfo Lanciani con indicazione delle "Scalae Gemoniae"

Le Scalae Cassi (scale di Cassio) erano una scalinata dell'antica Roma che permetteva di salire sull'Aventino dalla riva del Tevere. Si trovava nella XIII regione augustea.
La scalinata, non identificata con certezza, è citata nei Cataloghi regionari.

## Descrizione
Una scala mediana è citata in un'iscrizione funeraria relativa a una commerciante di frumento e legumi. Tale scala mediana doveva sorgere presso la Porticus Fabaria.
Sembra che la scalinata si trovasse nell'attuale parco di Sant'Alessio, tra la basilica di Santa Sabina e la chiesa di Sant'Alessio, in corrispondenza dell'antico vicolo di Santa Sabina. I ruderi di questa scalinata furono indicati da Lanciani, nella sua Forma Urbis Romae, Scalae Gemoniae. 
Lungo il Tevere, sulla base dell'ordine di citazione nei Cataloghi regionari, sembra che la scala fosse interposta fra il Forum Pistorium, più a nord, e la Porticus Fabaria, più a sud.